# Arachniodes wulingshanensis
Arachniodes wulingshanensis là một loài thực vật có mạch trong họ Dryopteridaceae. Loài này được S.F. Wu miêu tả khoa học đầu tiên năm 1995.